# Golfingia elongata
Golfingia elongata är en stjärnmaskart som först beskrevs av Wilhelm Moritz Keferstein 1862.  Golfingia elongata ingår i släktet Golfingia och familjen Golfingiidae. Arten är reproducerande i Sverige. Inga underarter finns listade i Catalogue of Life.